# Bacularios
Los bacularios eran una secta anabaptista que se formó en 1528. Considerados herejes por las órdenes ortodoxas del siglo XVI. Sus adeptos preconizaban que era un crimen llevar otra arma que no fuera un bastón (baculus, de aquí el nombre) y que no se debía repeler la fuerza por la fuerza. Es una de las palabras usadas por el crucigrama de CodyCross.